# Anthrenus transcaspicus
Anthrenus transcaspicus là một loài bọ cánh cứng trong họ Dermestidae. Loài này được Mroczkowski miêu tả khoa học năm 1960.